# Виборчий округ 123
Виборчий округ 123 — виборчий округ у Львівській області. В сучасному вигляді був утворений 28 квітня 2012 постановою ЦВК №82 (до цього моменту існувала інша система виборчих округів). Окружна виборча комісія цього округу розташовується в будівлі Перемишлянської районної ради за адресою м. Перемишляни, вул. Привокзальна, 3.
До складу округу входять місто Новий Розділ, а також Золочівський, Миколаївський і Перемишлянський райони. Виборчий округ 123 межує з округом 118 на заході, з округом 119 на півночі, з округом 165 на сході, з округом 85 на південному сході, з округом 126 на півдні та з округом 121 і округом 120 на південному заході. Виборчий округ №123 складається з виборчих дільниць під номерами 460510-460613, 460680-460707, 460709-460741, 460831-460857, 460859-460903, 461746-461758 та 462155.

## Народні депутати від округу
| Ім'я                     | Фото | Партія               | Скликання | Дата набуття повноважень | Дата припинення повноважень |
| ------------------------ | ---- | -------------------- | --------- | ------------------------ | --------------------------- |
| Котеляк Лідія Леонідівна |      | Батьківщина          | 7-ме      | 12 грудня 2012           | 27 листопада 2014           |
| Батенко Тарас Іванович   |      | Блок Петра Порошенка | 8-ме      | 27 листопада 2014        | 29 серпня 2019              |
| Батенко Тарас Іванович   |      | самовисуванець       | 9-те      | 29 серпня 2019           |                             |

## Результати виборів

### Парламентські

#### 2019
Кандидати-мажоритарники:
- Батенко Тарас Іванович (самовисування)
- Чолій Тарас Богданович (Голос)
- Дуда Олег Романович (Європейська Солідарність)
- Квасецька Наталія Василівна (Слуга народу)
- Бабінська Мирослава Романівна (Свобода)
- Бас Андрій Ігорович (Сила і честь)
- Дзядик Сергій Євгенович (Народний рух України)
- Паук Ігор Степанович (самовисування)
- Ясінський Роман Іванович (самовисування)
- Сорока Олександр Іванович (самовисування)
- Ляхович Андрій Ілліч (самовисування)
- Ольшанецький Роман Степанович (Разом сила)

#### 2014
Кандидати-мажоритарники:
- Батенко Тарас Іванович (Блок Петра Порошенка)
- Марунчак Петро Мирославович (самовисування)
- Котеляк Лідія Леонідівна (Народний фронт)
- Данилів Назар Ігорович (самовисування)
- Ільків Василь Ярославович (Батьківщина)
- Бевз Григорій Анатолійович (самовисування)
- Бродецький Анатолій Миколайович (Комуністична партія України)

#### 2012
Кандидати-мажоритарники:
- Котеляк Лідія Леонідівна (Батьківщина)
- Батенко Тарас Іванович (самовисування)
- Шкляр Василь Миколайович (Собор)
- Сірків Михайло Миколайович (самовисування)
- Федорів Лариса Йосипівна (УДАР)
- Оприско Микола Васильович (самовисування)
- Дубик Ігор Іванович (Партія регіонів)
- Петришин Петро Васильович (Соціалістична партія України)
- Канака Остап Тарасович (самовисування)
- Свистович Ігор Михайлович (Україна — Вперед!)
- Бродецький Анатолій Миколайович (Комуністична партія України)
- Заваруєв Анатолій Михайлович (самовисування)

## Явка
Явка виборців на окрузі: